# Unterweißenbach
Unterweißenbach település Ausztriában, Felső-Ausztria tartományban, a Freistadti járásban, területe 48,7 km².

## Fekvése
Tengerszint feletti magassága 640 méter. Unterweißenbach Kaltenberg, Liebenau, Königswiesen, Pierbach, Schönau im Mühlkreis és Sankt Leonhard bei Freistadt településekkel határos.

## Népesség
Lakosainak száma 2192 fő (2018. január 1.).